# Natsume Arata no Kekkon
Natsume Arata no Kekkon (夏目アラタの結婚?  lit. Arata Natsume se casa) es una serie de manga japonés escrito e ilustrado por Tarō Nogizaka. Comenzó ha serializarse en la revista de manga seinen Big Comic Superior de Shōgakukan desde el 28 de junio de 2019.

## Argumento
Arata Natsume, quien trabaja en un centro de protección infantil, recibe una petición de parte de Takuto Yamashita, el huérfano de una víctima de un sangriento asesinato en serie, para que se reúna con la asesina de su padre de su parte. Takuto había estado intercambiando cartas con Shinju Shinagawa, la asesina, bajo el nombre de Arata con el objeto de descubrir la ubicación de la cabeza de su padre, que sigue sin ser encontrada.
Arata decide ayudar a Takuto y consigue una visita carcelaria con la asesina. Cuando la excéntrica y rara Shinju infiere que Arata no era el autor real de las cartas decide levantarse e irse. Arata, desesperado porque la reunión no termine, decide gritarle intempestivamente que quiere casarse con ella. Con ello consigue despertar el interés de Shinju, quien acepta la propuesta y ordena seguir los procedimientos a su abogado, Miyamae, quien cree en su inociencia. Arata finge estar enamorado y querer seguir adelante con la propuesta matrimonial, particularmente cuando Shinju parece haber cambiado de actitud y querer colaborar con la justicia, revelando la ubicación del brazo de otra víctima, que tampoco había sido encontrado. Miyamae le pide a Arata seguir colaborando con el caso para que la memoria de Shinju regrese y sea exonerada de culpa, sospechando que Shinju no es la asesina, y Arata decide renuentemente seguir haciéndole creer que sus intenciones matrimoniales son honestas pese a creer que Shinju es realmente la asesina y que posiblemente también quiera matarlo.

## Publicación
Natsume Arata no Kekkon está escrito e ilustrado por Tarō Nogizaka. La serie comenzó a serializarse en la revista de manga seinen Big Comic Superior de Shōgakukan el 28 de junio de 2019. Shōgakukan ha recopilado sus capítulos individuales en volúmenes tankōbon. El primer volumen se publicó el 29 de noviembre de 2019. El 30 de noviembre de 2020 se publicó un video promocional para el cuarto volumen, con Yūki Ono como Arata Natsume y Akari Kitō como Shinju Shinagawa. Hasta el momento se han lanzado doce volúmenes.
El manga está licenciado en Francia por Glénat.
| Volúmenes de manga publicados | Volúmenes de manga publicados | Volúmenes de manga publicados |
| Número                        | Fecha de publicación          | ISBN                          |
| ----------------------------- | ----------------------------- | ----------------------------- |
| 1                             | 29 de noviembre de 2019       | ISBN 978-4-09-860484-5        |
| 2                             | 30 de marzo de 2020           | ISBN 978-4-09-860656-6        |
| 3                             | 30 de julio de 2020           | ISBN 978-4-09-860682-5        |
| 4                             | 30 de noviembre de 2020       | ISBN 978-4-09-860769-3        |
| 5                             | 30 de abril de 2021           | ISBN 978-4-09-860872-0        |
| 6                             | 30 de agosto de 2021          | ISBN 978-4-09-861130-0        |
| 7                             | 28 de enero de 2022           | ISBN 978-4-09-861238-3        |
| 8                             | 30 de junio de 2022           | ISBN 978-4-09-861318-2        |
| 9                             | 28 de diciembre de 2022       | ISBN 978-4-09-861488-2        |
| 10                            | 28 de abril de 2023           | ISBN 978-4-09-861693-0        |
| 11                            | 28 de septiembre de 2023      | ISBN 978-4-09-862526-0        |
| 12                            | 29 de marzo de 2024           | ISBN 978-4-09-862692-2        |

## Recepción
Natsume Arata no Kekkon recibió el premio U-NEXT del Next Manga Award en 2020. La serie fue recomendada por el autor de Blue Period, Tsubasa Yamaguchi.

## Otras lecturas
- Kobayashi, Kyō (9 de febrero de 2020). «花嫁は獄中にいる猟奇殺人犯…？ 遺体のありかと事件の真相をめぐるアクリル板越しの駆け引きに背筋が凍るサイコサスペンス». Da Vinci News (en japonés). Kadokawa Corporation. Consultado el 8 de diciembre de 2022.
- Masami (30 de enero de 2020). «殺人犯は結婚に希望を見出しているのか？ 『夏目アラタの結婚』に漂う、怖さと愛おしさ». Real Sound (en japonés). Blueprint Co., Ltd. Consultado el 8 de diciembre de 2022.